# Diocesi di Malang
La diocesi di Malang (in latino Dioecesis Malangensis) è una sede della Chiesa cattolica in Indonesia suffraganea dell'arcidiocesi di Semarang. Nel 2021 contava 72.424 battezzati su 18.426.634 abitanti. È retta dal vescovo Henricus Pidyarto Gunawan, O.Carm.

## Territorio

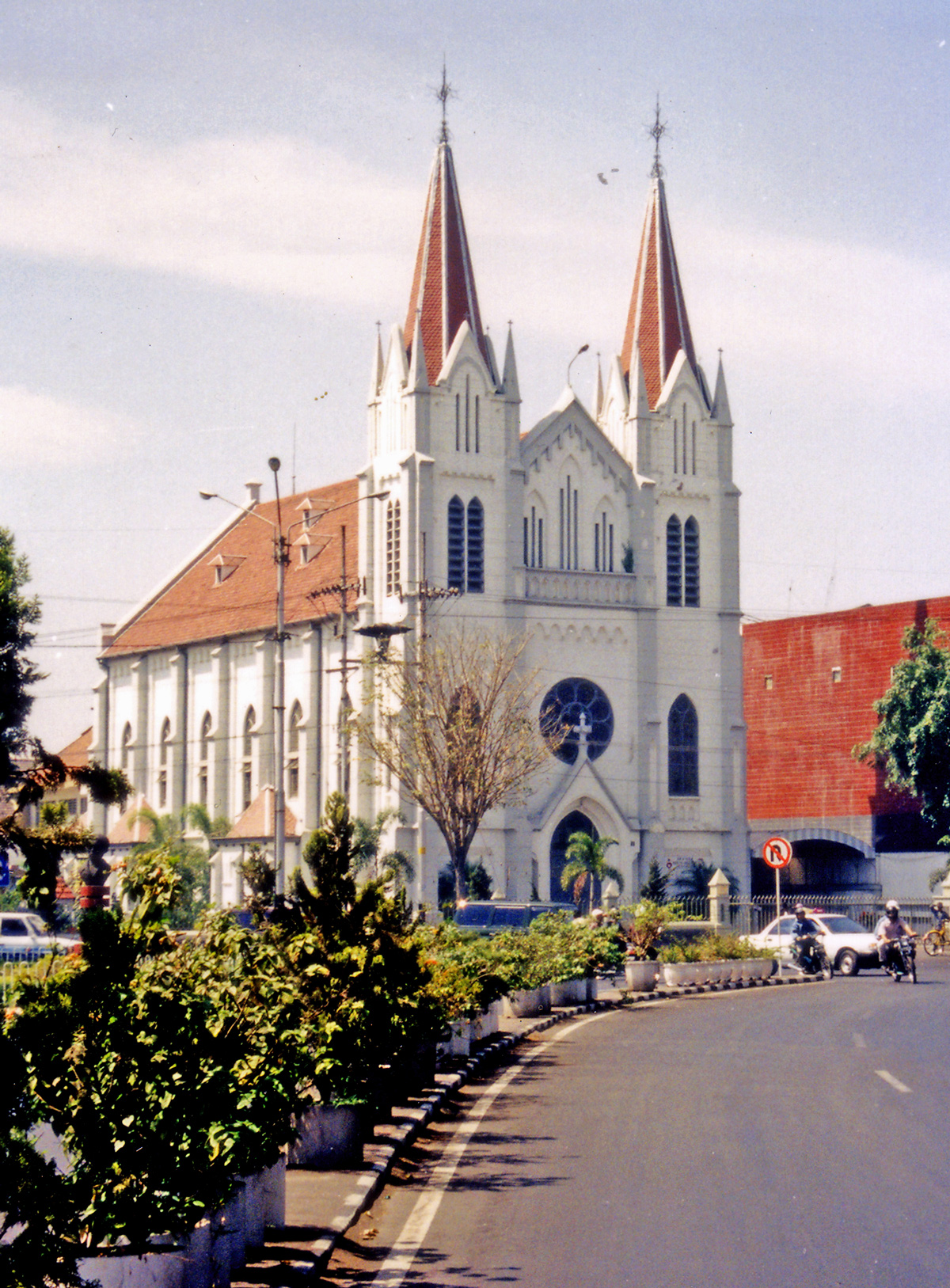
Chiesa del Sacro Cuore di Gesù, Malang

La diocesi si estende nella provincia indonesiana di Giava Orientale, e comprende le reggenze di Malang, Probolinggo, Lumajang, Jember, Banyuwangi, Bondowoso, Situbondo, Bangkalan, Sampang, Pamekasan, Sumenep, e le municipalità di Malang, Batu, Pasuruan e Probolinggo.
Sede vescovile è la città di Malang, dove si trova la cattedrale della Madonna del Carmine.
Il territorio si estende su 24.409 km² ed è suddiviso in 31 parrocchie.

## Storia
La prefettura apostolica di Malang fu eretta il 27 aprile 1927 con il breve Nihil antiquius di papa Pio XI, ricavandone il territorio dal vicariato apostolico di Batavia (oggi arcidiocesi di Giacarta).
Il 15 marzo 1939 la prefettura apostolica fu elevata a vicariato apostolico con la bolla De Malang di papa Pio XII.
Il 3 gennaio 1961 il vicariato apostolico è stato elevato a diocesi con la bolla  Quod Christus di papa Giovanni XXIII.

## Cronotassi dei vescovi
Si omettono i periodi di sede vacante non superiori ai 2 anni o non storicamente accertati.
- Clemente van der Pas, O.Carm. † (19 luglio 1927 - 1935 deceduto)
- Antoine Everard Jean Avertanus Albers, O.Carm. † (28 gennaio 1935 - 1º marzo 1973 dimesso)
- Francis Xavier Sudartanta Hadisumarta, O.Carm. † (1º marzo 1973 - 5 maggio 1988 nominato vescovo di Manokwari-Sorong)
- Herman Joseph Sahadat Pandoyoputro, O.Carm. † (15 maggio 1989 - 28 giugno 2016 ritirato)
- Henricus Pidyarto Gunawan, O.Carm., dal 28 giugno 2016

## Statistiche
La diocesi nel 2021 su una popolazione di 18.426.634 persone contava 72.424 battezzati, corrispondenti allo 0,4% del totale.
| anno | popolazione | popolazione | popolazione | presbiteri | presbiteri | presbiteri | presbiteri                | diaconi | religiosi | religiosi | parrocchie |
| anno | battezzati  | totale      | %           | numero     | secolari   | regolari   | battezzati per presbitero | diaconi | uomini    | donne     | parrocchie |
| ---- | ----------- | ----------- | ----------- | ---------- | ---------- | ---------- | ------------------------- | ------- | --------- | --------- | ---------- |
| 1950 | 5.035       | 8.625.000   | 0,1         | 28         |            | 28         | 179                       |         | 41        | 116       | 11         |
| 1969 | 26.814      | 10.350.000  | 0,3         | 59         | 1          | 58         | 454                       | 1       | 129       | 320       | 24         |
| 1980 | 47.600      | 12.306.000  | 0,4         | 56         | 4          | 52         | 850                       |         | 120       | 343       | 24         |
| 1990 | 65.872      | 15.001.033  | 0,4         | 94         | 13         | 81         | 700                       |         | 256       | 495       | 25         |
| 1999 | 80.986      | 13.645.816  | 0,6         | 101        | 15         | 86         | 801                       |         | 438       | 679       | 26         |
| 2000 | 82.832      | 14.328.160  | 0,6         | 98         | 18         | 80         | 845                       |         | 357       | 601       | 27         |
| 2001 | 82.847      | 14.436.764  | 0,6         | 101        | 19         | 82         | 820                       |         | 98        | 653       | 27         |
| 2002 | 86.093      | 14.508.947  | 0,6         | 128        | 24         | 104        | 672                       |         | 338       | 337       | 28         |
| 2003 | 87.500      | 14.683.054  | 0,6         | 131        | 26         | 105        | 667                       |         | 419       | 429       | 28         |
| 2004 | 88.255      | 14.829.884  | 0,6         | 142        | 25         | 117        | 621                       |         | 422       | 441       | 28         |
| 2013 | 86.685      | 16.342.128  | 0,5         | 156        | 27         | 129        | 555                       |         | 399       | 446       | 29         |
| 2016 | 82.494      | 16.498.709  | 0,5         | 163        | 33         | 130        | 506                       |         | 542       | 633       | 30         |
| 2019 | 78.538      | 17.108.980  | 0,5         | 156        | 37         | 119        | 503                       |         | 486       | 483       | 30         |
| 2021 | 72.424      | 18.426.634  | 0,4         | 169        | 35         | 134        | 428                       |         | 461       | 394       | 31         |